# Ryo Kushino
Ryo Kushino (櫛野 亮, Kushino Ryo) est un footballeur japonais né le 3 mars 1979. Il évolue au poste de gardien de but.

## Biographie
Ryo Kushino joue principalement en faveur du JEF United Ichihara Chiba. Avec ce club, il remporte deux Coupes de la Ligue.

## Palmarès
- Vainqueur de la Coupe de la Ligue japonaise en 2005 et 2006 avec le JEF United Ichihara Chiba